# بلبل (رمان)
بلبل (انگلیسی: The Nightingale) رمانی در ژانر داستان تاریخی از نویسندهٔ آمریکایی کریستین هانا است که در سال ۲۰۱۵ توسط انتشارات سینت مارتین منتشر شد. این کتاب روایتگر داستان دو خواهر در فرانسه در دوران جنگ جهانی دوم است که برای بقا و مقاومت در برابر اشغال آلمان نازی تلاش می‌کنند. هانا این اثر را با الهام از روایت‌هایی دربارهٔ زنی بلژیکی به نام آندره دو یونگ نوشته است؛ زنی که به خلبانان سرنگون‌شدهٔ متفقین کمک می‌کرد تا از قلمروی نازی‌ها بگریزند. بلبل پس از انتشار، در فهرست‌های پرفروش بسیاری قرار گرفت. تا سال ۲۰۲۱، این کتاب به ۴۵ زبان ترجمه شده و بیش از ۴٫۵ میلیون نسخه از آن در سراسر جهان به فروش رسیده است.

## بازخورد
نشریهٔ یواس‌ای تودی به این کتاب ۳٫۵ ستاره از ۴ ستاره داد.
کِرکِس ریویوز در نقدی دربارهٔ رمان نوشت: «گرایش [هانا] به احساساتی‌کردن، از جدیت این داستان می‌کاهد… با این حال، اثری محترم و درگیر کننده است که خواننده را با خود همراه می‌سازد.»
این رمان فروش چشم‌گیری داشت؛ به‌مدت ۴۵ هفته در فهرست پرفروش‌ترین آثار داستانی گالینگور ان‌پی‌آر قرار گرفت و ۲۰ هفته نیز در فهرست کتاب‌های پرفروش نیویورک تایمز حضور داشت.